# The Rising Tied
The Rising Tied é o álbum de estreia da banda Fort Minor, produzido pelo próprio Mike Shinoda que escreveu todas as letras e tocou quase todos os instrumentos no disco, tendo a produção executiva de Jay-Z.
No álbum contam-se as participações de Common, Roots Black Thought, John Legend, Joe Hahn, Kenna e Skylar Grey.
The Rising Tied foi recebido com críticas positivas de críticos musicais, que elogiaram Shinoda por se afastar dos estereótipos do hip hop mainstream, bem como aclamação da internet e de publicações musicais independentes.O álbum foi um sucesso comercial moderado, chegando ao número cinquenta e um na Billboard 200.

## Faixas
| N.º            | Título                                                                          | Compositor(es)                     | Duração |  |
| 1.             | "Introduction"                                                                  |                                    | 0:43    |  |
| 2.             | "Remember the Name" (com participação de Styles of Beyond)                      | Takbir Bashir, Ryan Maginn         | 3:50    |  |
| 3.             | "Right Now" (com participação de Black Thought do The Roots e Styles of Beyond) | Bashir, Maginn, Tariq Trotter      | 4:14    |  |
| 4.             | "Petrified"                                                                     |                                    | 3:40    |  |
| 5.             | "Feel Like Home" (com participação de Styles of Beyond)                         | Bashir, Maginn                     | 3:53    |  |
| 6.             | "Where'd You Go" (com participação de Holly Brook e Jonah Matranga)             |                                    | 3:51    |  |
| 7.             | "In Stereo"                                                                     |                                    | 3:29    |  |
| 8.             | "Back Home" (com participação de Common e Styles of Beyond)                     | Bashir, Lonnie Rashid Lynn, Maginn | 3:44    |  |
| 9.             | "Cigarettes"                                                                    |                                    | 3:39    |  |
| 10.            | "Believe Me" (com participação de Eric Bobo e Styles of Beyond)                 | Bashir, Maginn                     | 3:42    |  |
| 11.            | "Get Me Gone"                                                                   |                                    | 1:56    |  |
| 12.            | "High Road" (com participação de John Legend)                                   |                                    | 3:16    |  |
| 13.            | "Kenji"                                                                         |                                    | 3:51    |  |
| 14.            | "Red to Black" (com participação de Kenna)                                      | Bashir, Maginn                     | 3:11    |  |
| 15.            | "The Battle" (com participação de Celph Titled)                                 |                                    | 0:32    |  |
| 16.            | "Slip Out the Back" (com participação de Mr. Hahn)                              | Joe Hahn                           | 3:57    |  |
| Duração total: | Duração total:                                                                  | Duração total:                     | 51:28   |  |

## Tabelas musicais
| Paradas (2005–2006)                   | Melhor posição |
| ------------------------------------- | -------------- |
| Austrália (ARIA)                      | 55             |
| Áustria (Ö3 Austria Top 40)           | 37             |
| Países Baixos (Dutch Charts)          | 79             |
| França (SNEP)                         | 151            |
| Alemanha (Offizielle Deutsche Charts) | 25             |
| Grécia (IFPI Greece)                  | 18             |
| Japão (Oricon)                        | 14             |
| Nova Zelândia (RMNZ)                  | 22             |
| Suíça (Schweizer Hitparade)           | 42             |
| Reino Unido (UK R&B Albums Chart)     | 16             |
| Estados Unidos (Billboard 200)        | 51             |
| Estados Unidos (Top R&B Albums)       | 25             |

## Certificações
| País                  | Certificação |
| --------------------- | ------------ |
| Japão (RIAJ)          | Ouro         |
| Estados Unidos (RIAA) | Platina      |